# Santa Cruz de Bezana
Santa Cruz de Bezana es un municipio y localidad de España, en la comunidad autónoma de Cantabria. Limita al norte con el mar Cantábrico, al oeste con Piélagos, al sur con Camargo y al este con Santander. Está situado en la zona de influencia de la capital cántabra, por ello se encuadra a este municipio en la comarca de Santander. Cuenta con una población total de 13 832 habitantes según datos del INE para 2024.
Se compone de los siguientes pueblos, pedanías o juntas vecinales, que son: Azoños, Maoño, Mompía, Prezanes, Sancibrián, Soto de la Marina y Bezana.

## Geografía

### Localidades
La población de las localidades que integran el municipio son las siguientes:
- Azoños, con 180 habitantes en 2021
- Maoño, con 678 habitantes en 2021
- Mompía, con 1073 habitantes en 2021
- Prezanes, con 307 habitantes en 2021
- Sancibrián, con 1982 habitantes en 2021
- Bezana, con 5136 habitantes en 2021
- Soto de la Marina, con 3936 habitantes en 2021

### Playas
En el término municipal de Santa Cruz de Bezana hay 2 playas:
- Playa de San Juan de la Canal
- Playa de Covachos

## Demografía
Santa Cruz de Bezana cuenta con una población de 13 824 habitantes (INE 2024).
| Gráfica de evolución demográfica de Santa Cruz de Bezana entre 1842 y 2021                                          |
| |
| Población de derecho según los censos de población del INE Población de hecho según los censos de población del INE |

## Administración y política
Carmen Pérez Tejedor (PP) es la alcaldesa del municipio con el apoyo de Vox desde 2023. Las siguientes tablas muestran los resultados de las elecciones municipales celebradas en 2003, 2007,  2011 y 2015.  Resultados en 2019 y 2023
| Periodo   | Nombre                     | Partido | Partido                                  |
| --------- | -------------------------- | ------- | ---------------------------------------- |
| 2003-2007 | Carlos de la Torre Lacumbe |         | Partido Socialista Obrero Español (PSOE) |
| 2007-2015 | Juan Carlos García Herrero |         | Partido Popular (PP)                     |
| 2015-2019 | Pablo Zuloaga              |         | Partido Socialista Obrero Español (PSOE) |
| 2019-2023 | Alberto García Onandía     |         | Partido Socialista Obrero Español (PSOE) |
| 2023-act. | Carmen Pérez Tejedor       |         | Partido Popular (PP)                     |

| Partido político                           | 2023  | 2023  | 2023       | 2019  | 2019  | 2019       | 2015  | 2015  | 2015       | 2011  | 2011  | 2011       | 2007  | 2007  | 2007       |
| Partido político                           | Votos | %     | Concejales | Votos | %     | Concejales | Votos | %     | Concejales | Votos | %     | Concejales | Votos | %     | Concejales |
| Partido Popular (PP)                       | 2863  | 38,56 | 7          | 1717  | 25,08 | 4          | 1759  | 27,34 | 5          | 2977  | 47,65 | 9          | 2338  | 40,98 | 8          |
| Partido Socialista Obrero Español (PSOE)   | 2417  | 32,55 | 6          | 1760  | 25,70 | 5          | 1452  | 22,57 | 4          | 1201  | 19,22 | 4          | 1681  | 29,47 | 6          |
| Vox                                        | 744   | 10,02 | 2          | 383   | 5,59  | 1          | —     | —     | —          | —     | —     | —          | —     | —     | —          |
| Agrupación de Vecinos Independiente (ADVI) | 483   | 6,5   | 1          | 664   | 9,69  | 1          | 707   | 10,99 | 2          | 819   | 13,11 | 2          | 470   | 8,24  | 1          |
| Partido Regionalista de Cantabria (PRC)    | 469   | 6,31  | 1          | 1036  | 15,13 | 3          | 1099  | 17,08 | 3          | 694   | 11,11 | 2          | 718   | 12,59 | 2          |
| Podemos-Izquierda Unida (IU)               | 308   | 4,14  | 0          | 478   | 6,98  | 1          | 511   | 7,94  | 1          | 283   | 4,53  | 0          | —     | —     | —          |
| Ciudadanos (CS)                            | —     | —     | —          | 749   | 10,94 | 2          | 790   | 12,28 | 2          | —     | —     | —          | —     | —     | —          |

## Cultura

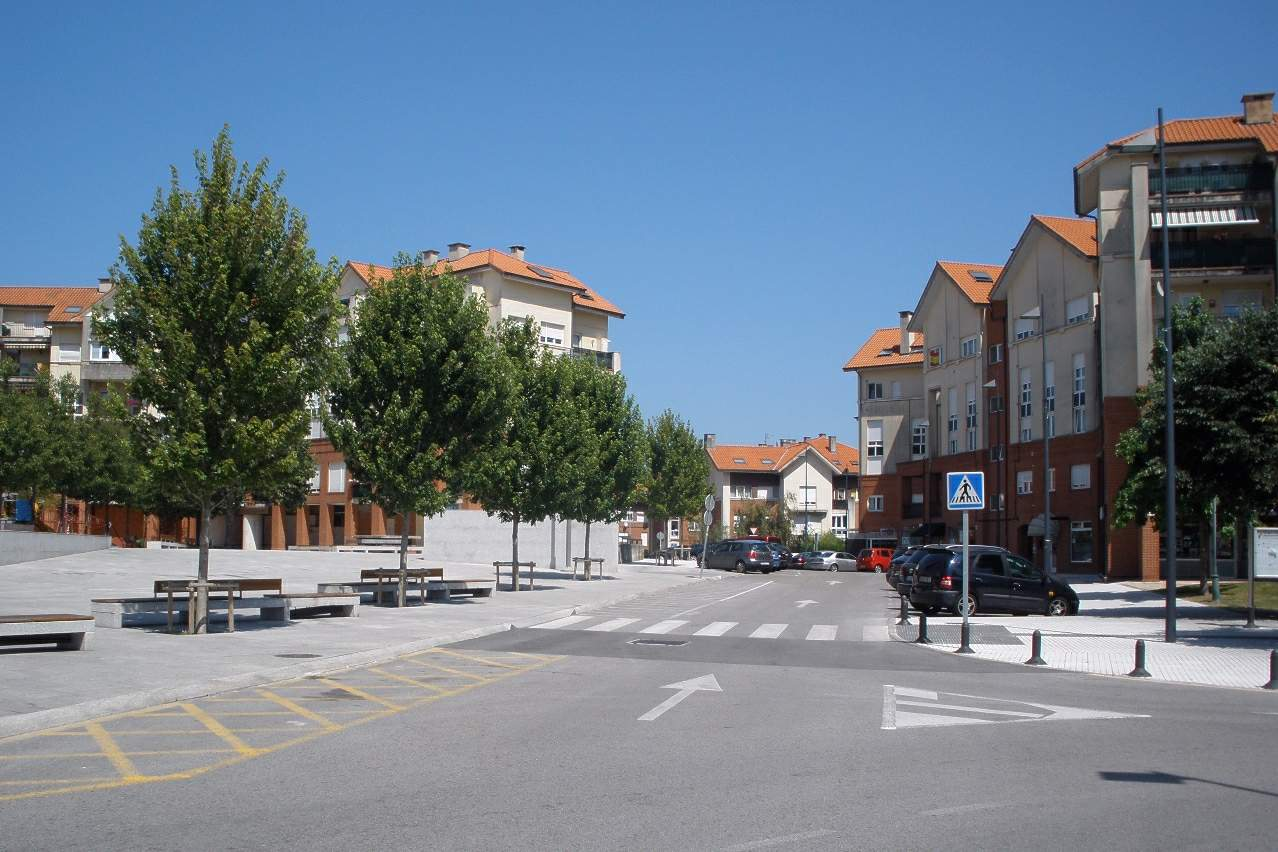
Plaza Margarita en Bezana

### Fiestas:
- Las Nieves y San Salvador: se celebra cada 6 de agosto en Las Higueras, Soto de la Marina.
- San Roque: se celebra cada 16 de agosto en Santa Cruz de Bezana.
- Día de la Cruz: se celebra cada 3 de mayo en Santa Cruz de Bezana.
- San Cipriano: se celebra cada 16 de septiembre en Sancibrián.
- San Juan: se celebra cada 23 de junio en Soto de la Marina.
- San Judas Tadeo: se celebra cada 9 de septiembre en Soto de la Marina.
- El Agua: se celebra el último fin de semana de agosto en Maoño.
- San Mateo: se celebra cada 21 de septiembre en el Alto de San Mateo en Maoño.
- El Carmen: se celebra cada 16 de julio en Prezanes.
- San Agustín: se celebra cada 28 de agosto en Prezanes.
- Virgen del Rosario: se celebra el primer domingo de octubre en Mompía.

### Clubes deportivos
| Club                                | Deporte    | Liga                | Estadio                        |
| ----------------------------------- | ---------- | ------------------- | ------------------------------ |
| Centro deportivo Bezana             | Fútbol     | Regional Preferente | Municipal de Bezana            |
| Marina Sport                        | Fútbol     | Liga Cantabra       | Campo de fútbol la Marina      |
| A. B. Bezana-Soto                   | Baloncesto | Liga Cantabra       | Pabellón municipal de Bezana   |
| Rayo Santa Cruz                     | Fútbol     | Regional Preferente | Municipal de Soto de la Marina |
| Asociación de Balonmano Bezana      | Balonmano  | División de Honor   | Pabellón de Bezana             |
| Peña Bolística Santa Cruz de Bezana | Bolo palma | 2.ª División        | Bolera de Bezana               |
| Atletismo Bezana                    | Atletismo  | Cantabria           | Campo de Soto y la Albericia   |
| Peña Bolística Prezanes Sace        | Bolo palma | 3.ª División        | Bolera de Prezanes             |
| Peña Bolística El Corro             | Bolo palma | 3.ª División        | Bolera de Sancibrian           |

## Ciudades hermanadas
- Martignas-sur-Jalle, Francia